# Comuna Injenerne, Polohî
Injenerne (în ucraineană Інженерне) este o comună în raionul Polohî, regiunea Zaporijjea, Ucraina, formată din satele Bahate, Injenerne (reședința), Novofedorivka, Novokarlivka, Pavlivske și Ukraiinske.

## Demografie
Componența lingvistică a comunei Injenerne
     Ucraineană (93,68%)
     Rusă (5,61%)
     Alte limbi (0,47%)
Conform recensământului din 2001, majoritatea populației comunei Injenerne era vorbitoare de ucraineană (93,68%), existând în minoritate și vorbitori de rusă (5,61%).